# Walter Maurer
Walter Maurer (n. 9 mai 1893, Kenosha, Wisconsin, SUA – d. 18 mai 1983, Chicago, Illinois, SUA) a fost un luptător ce a reprezentat Statele Unite ale Americii, medaliat olimpic. A participat la o ediție a Jocurilor Olimpice (1920) în care a câștigat o medalie de bronz.

## Participări
Lista de mai jos prezintă principalele competiții la care a participat Walter Maurer de-a lungul carierei.
- wrestling at the 1920 Summer Olympics – men's freestyle light heavyweight[*]